# Klitzing (Adelsgeschlecht)

Wappen derer von Klitzing

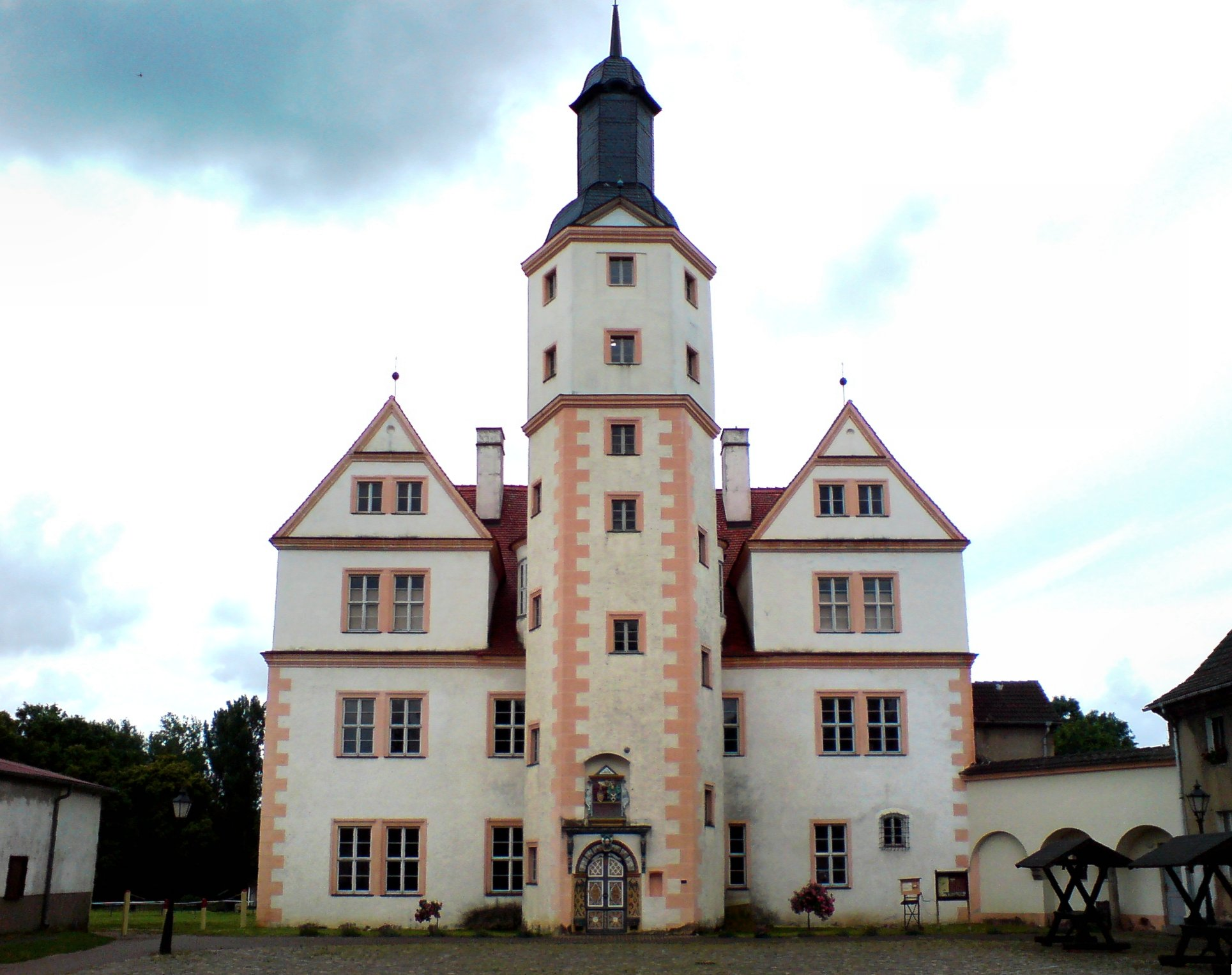
Schloss Demerthin, Prignitz (Brandenburg), 1468–1945 im Besitz der Familie

Klitzing ist der Name eines alten mittelmärkischen Adelsgeschlechts.

## Geschichte
Das Geschlecht erscheint erstmals urkundlich im Jahr 1265 mit dominus Henricus Clizing und beginnt 1371 die Stammreihe mit Beteke Clizing. Die anerkannte Familienforschung geht nach Ledebur und Kneschke von einer früheren Ankunft im ostelbischen Raum aus und bezeichnet sie als eines der ältesten märkischen Adelsgeschlechter. Otto und Henning von Klitzing wurden 1492 noch als Ritter tituliert. Lupold von Klitzing war Amtshauptmann zu Jüterbog und Dahme (Mark) und Rat beim Erzbistum Magdeburg. Weitere Vertreter führten Ämter in Brandenburg, der Niederlausitz und Sachsen. Seit dem späten Mittelalter bildete sich in Nordbrandenburg und dann in Ostbrandenburg ein umfangreicher Gutsbesitz heraus. Das Adelsgeschlecht stellte 1637 den ersten Offizier, der in Brandenburg zum General ernannt wurde. Ihm unterstanden 2900 Reiter sowie 8000 Mann Fußvolk mit der kleinen Leibgarde zu Fuß.
Mit dem Kammerherrn Hans Caspar jun. von Klitzing als Ordenshauptmann zu Friedland und Komtur zu Werben beginnt auch eine weitgehende Tradition im direkten Bezug zum Johanniterorden. Klitzings Ernennung ist auf 1700 datiert und unter der Bezeichnung Kommendator geführt. Seit dem 19. Jahrhundert sind Vertreter der Familie durchgehend in der Kongregation aktiv.
Im 18. Jahrhundert bestanden genealogisch mehrere Familienlinien. Haus I. A. Sächsischer Stamm (Wedelwitz) mit Besitzungen und Ämtern in Sachsen, Haus II. B. (Märkischer Stamm), Demerthin und einer Unterlinie Klitzing genannt von Pestel. Die Namensform dazu erhielt Philipp von Klitzing in Potsdam 1847, das notwendige Diplom zu Berlin 1858. Für Ende des 19. Jahrhunderts ist der größte Umfang des Grundbesitzes ausgewiesen. Im Deutschen Millionärs-Adressbuch sind gesamt neun Klitzings aufgeführt, darunter sechs als Rittergutsbesitzer. Im 1879 erstmals amtlich publizierten General-Adressbuch der Rittergutsbesitzer für das Königreich Preußen werden die damaligen Güter der Familie mit Größenordnung aufgezeigt: Dieckow im Kreis Soldin mit 1303 ha, Demerthin mit 638 ha sowie Wilhelmsgrille, heute ein Ortsteil von Rehfeld bei Kyritz, mit 282 ha im Kreis Ostprignitz, im Landkreis Landsberg (Warthe) Diedersdorf-Alt mit Neu-Diedersdorf und Charlottenhof mit 2410 ha.
Die ersten Schritte zur Ausbildung als Gutsherr, zur Militärkarriere oder im Beamtentum begannen die Klitzings auf bekannten Adelsinternaten wie unter anderem der Ritterakademie Brandenburg, dem Pädagogium zu Putbus und der Klosterschule Ilfeld. Weitere Gymnasien waren schulischen Einrichtungen in Frankfurt an der Oder und Potsdam.
1886 gründete sich in Demerthin eine Familienstiftung mit der Namensgebung des von Klitzing-Familien-Vereins; als Sitzungsort wurde Berlin festgelegt. Die Familie erhielt durch Geldgeschenke die besondere Berechtigung zur Aufnahme am Klosterstift Marienfließ.
Mit Demerthin in der Prignitz und Charlottenhof, zu Diedersdorf im Landkreis Landsberg (Warthe) gehörig, konnten in Nord- und Ostbrandenburg wichtige Besitzungen bis 1945 gehalten werden. Beide Herrenhäuser wurden durch die Familie von Klitzing errichtet, auch das baulich etwas weniger bekannte Herrenhaus Charlottenhof. Nach den Angaben der Genealogischen Handbücher des Adels konnten die Begüterungen des Hauses B, Linie 2 Charlottenhof neben Charlottenhof auch das Restgut Pokrent in Westmecklenburg, Grassee, den Stammsitz Demerthin mit Rehfeld, Dieckow sowie Dziembowo halten. Die schlesische Unterlinie besaß bis 1945 u. a. Nieder-Zauche. Stellvertretend ist als letzte Gutsherrin bis zur Bodenreform hier auf Demerthin zu nennen die Witwe des preußischen Regierungsreferendars Werner von Klitzing (1857–1901) als Fideikommissherr, seine zweite Frau Adda von Klitzing, geborene von Rohr-Dannenwalde (1876–1956). Sie lebte danach im Stift des Klosters Marienfließ.

## Wappen
Das Stammwappen zeigt in Gold drei (2:1) silbern-gestulpte rote Tatarenmützen. Auf dem Helm mit rot-goldenen Decken steht ein wachsender Tatarenrumpf in rotem Gewand mit silbernen Aufschlägen und Mütze wie im Schild.

## Bekannte Familienmitglieder
- Hans Caspar von Klitzing (1594–1644), schwedischer Generalleutnant
- Georg Ernst von Klitzing (1698–1759), preußischer Generalmajor
- Karl Kuno Ludwig von Klitzing (1728–1785), preußischer Generalmajor
- Adolphine von Klitzing (1772–1844), Schriftstellerin
- Friedrich von Klitzing (1779–1844), preußischer Offizier und Komponist, beteiligt am mysteriösen Verschwinden des britischen Diplomaten Benjamin Bathurst 1809 in Perleberg, welches wiederum Schriftsteller wie Robert Heinlein (Elsewhen), H. Beam Piper (He Walked Around The Horses) und R. Lionel Fanthorpe (Time Echo) inspirierte
- Max von Klitzing (1815–1902), Gutsbesitzer und Mitglied des Deutschen Reichstags
- Leberecht von Klitzing (1822–1899), deutscher Rittergutsbesitzer und Mitglied des Deutschen Reichstags
- Leberecht von Klitzing (1827–1895), deutscher Rittergutsbesitzer und Mitglied des Preußischen Abgeordnetenhauses
- Wilhelm von Klitzing (1828–1894), preußischer Landrat des Kreises Lublinitz, Landeshauptmann der Provinz Schlesien
- Richard von Klitzing (1842–1907), preußischer General der Infanterie
- Georg von Klitzing (1847–1922), Gutsbesitzer, Jurist und Politiker
- Hans von Klitzing (1854–1930), Politiker, Mitglied des Preußischen Abgeordnetenhauses
- Günther von Klitzing (1857–1902), preußischer Landrat des Kreises Striegau
- Henning von Klitzing (1859–1927), Präsident der Landwirtschaftskammer von Schlesien, Landrat
- Bogislaw von Klitzing (1861–1942), preußischer Landrat und Generallandschaftsdirektor in der Provinz Posen
- Leberecht von Klitzing (1872–1945), deutscher Konteradmiral
- Hans-Henning von Klitzing (1885–1964), preußischer Landrat und Regierungsvizepräsident
- Lebrecht von Klitzing, (* 1939), deutscher Medizinphysiker, Bruder von Klaus von Klitzing (* 1943)
- Klaus von Klitzing (* 1943), Physiker und Nobelpreisträger
- Kai von Klitzing (* 1954), Kinder- und Jugendpsychiater
- Lilly von Klitzing (* 2001), Schauspielerin